# Krajišnici
Krajišnici (em cirílico: Крајишници) é uma vila da Sérvia localizada no município de Loznica, pertencente ao distrito de Mačva, na região de Podrinje Jadar. A sua população era de 869 habitantes segundo o censo de 2011.

## Demografia
| 1948 | 1953 | 1961 | 1971  | 1981  | 1991  | 2002  | 2011 |
| ---- | ---- | ---- | ----- | ----- | ----- | ----- | ---- |
| 535  | 590  | 857  | 1 144 | 1 103 | 1 003 | 1 048 | 869  |